# Roncus barbei
Espèce
Roncus barbei est une espèce de pseudoscorpions de la famille des Neobisiidae.

## Distribution
Cette espèce est endémique de France. Elle se rencontre au Lot-et-Garonne à Frespech dans la grotte de Fournier et à Sainte-Colombe-de-Villeneuve dans la grotte de Lastournelle et en Aveyron au Clapier dans la grotte de Barnac et la grotte du Lapin.

## Description
Le mâle holotype mesure 2,57 mm.

## Étymologie
Cette espèce est nommée en l'honneur de Léo Barbé.

## Publication originale
- Vachon, 1964 : Roncus (R.) barbei nouvelle espèce de Pseudoscorpion Neobisiidae des cavernes du Lot-et-Garonne, France. Bulletin du Muséum National d'Histoire Naturelle, sér. 2, vol. 36, p. 72-79 (texte intégral).